# Indywidualne Mistrzostwa Danii na Żużlu 1998
Indywidualne Mistrzostwa Danii na Żużlu 1998 – cykl turniejów żużlowych, mających na celu wyłonienie najlepszych żużlowców w Danii w sezonie 1998. Tytuł zdobył Brian Karger.

## Finał
- Outrup – 22 maja 1998

| Msc. | Zawodnik              | Klub      | Pkt |  |  |
| ---- | --------------------- | --------- | --- |  |  |
| 1    | Brian Karger          | Holsted   | 14  |  |  |
| 2    | John Jørgensen        | Fjelsted  | 12  |  |  |
| 3    | Hans Nielsen          | Brovst    | 11  |  |  |
| 4    | Nicki Pedersen        | Holstebro | 9   |  |  |
| 5    | Bjarne Pedersen       | Brovst    | 9   |  |  |
| 6    | Hans Clausen          | Holstebro | 9   |  |  |
| 7    | Frede Schott          | Holsted   | 9   |  |  |
| 8    | Charlie Gjedde        | Outrup    | 9   |  |  |
| 9    | Ronni Pedersen        | Slangerup | 8   |  |  |
| 10   | Gert Handberg         | Holstebro | 7   |  |  |
| 11   | Claus Kristensen      | Herning   | 6   |  |  |
| 12   | Bo Skov Eriksen       | Outrup    | 5   |  |  |
| 13   | Aksel Jepsen          | Holsted   | 4   |  |  |
| 14   | Brian Andersen        | Holsted   | 3   |  |  |
| 15   | Jesper Bruun Monberg  | Outrup    | 2   |  |  |
| 16   | Allan Damgaard        | Holsted   | 2   |  |  |
|      | rez. Jesper Steentoff | Outrup    | 1   |  |  |
|      | rez. Kim Pedersen     | -         | 0   |  |  |